# The Berlin Batman
The Berlin Batman (El Batman de Berlín) es un cuento de Otros mundos publicado en Batman Chronicles #11 en 1998 por DC Comics. Está escrito e ilustrado por Paul Pope. The Berlin Batman fue republicado junto con la miniserie Batman: Año 100 también escrita e ilustrada por Pope.

## Personajes
- Baruch Wane, Batman: Durante el día, un hombre de alta sociedad / pintor cubista y un judío en secreto. Por la noche, él es el misterioso Batman, un enemigo de todos los criminales y las mentes injustas.
- Robin: Ayuda femenina de Baruch. En 1938 fue entrenada por Baruch para ayudar a combatir la delincuencia. En 1998 escribe sus memorias.
- Komissar Garten: El comisario de policía que ayudó a confiscar las obras de Ludwig von Mises y tiene "amistad" con Baruch Wane, que desconoce que es tanto judío como Batman.

## Argumento
En Berlín, Alemania, en el año 1938, el adinerado de alta sociedad Baruch Wane conoce de su amigo Komissar Garten que la policía confiscó la biblioteca, obras y notas de economista austriaco Ludwig von Mises, debido a su posición en contra de la política del Partido Nazi de Adolf Hitler y el Tercer Reich. Desconocido por Garten, Baruch es en realidad el misterioso Batman quién ha estado aterrorizando los miembros ricos del Partido Nazi.
Hace años, cuando Baruch era todavía un niño, él atestiguó cómo sus padres judíos fueron golpeados hasta la muerte hasta la muerte por una turba antisemita. Es cuando Baruch juró que haría que vengar su muerte y pasar el resto de su vida en guerra contra todos los criminales y la injusticia. Cuando creció, desarrolló su mente y su cuerpo, heredó la riqueza y la casa de sus padres, y se inspiró por un murciélago que voló a su casa y decidió utilizar este símbolo como para asustar a los criminales.
La noche después de su conversación con Garten, Baruch se pone su traje y se dirige hacia la estación ferroviaria con el fin de robar de nuevo las obras de Mises. Trata de detener el tren, cuando los hombres de Garten lo rodean, entonces hace estallar el tren para que las obras e ideales de Mises no caigan en las manos equivocadas.
El siguiente es el extracto de las memorias sin publicar de la ayudante de Baruch, Robin.
"... Ludwig Von Mises escapó a los Estados Unidos cuando los nazis saquearon su apartamento en 1938. Fue su casera, una amiga de su madre, quien dijo a las autoridades que Von Mises estaba trabajando en nuevo libro que desafiabas las políticas sociales y económicas de los nazis. Lo retrasaron pero no lo detuvieron. Continuó su trabajo en el libro que finalmente fue publicado en el '49, llamado 'La acción humana', ahora considerado una de las grandes obras libertarias de nuestros tiempos. Las ideas antiautoritarias de Von Mises primero fueron una amenaza a los nazis, y luego a los soviéticos, y para todos los gobiernos cada vez más regulatorios en nuestros propios tiempos. Estaba en contra del socialismo en todas sus formas. Fue defensor de la libertad individual, la libertad de expresión y el libre pensamiento y... así también, debo añadir, el Batman de Berlín. Batman, como todos sabemos, se volvió mejor en lo que hacía, y las leyendas de sus hazañas continuaron creciendo hasta nuestros días."